# 伊本·阿布达·哈卡姆
伊本·阿布达·哈卡姆（羅馬化：Ibn 'Abd al-Hakam；803年—871年，即伊斯兰历187－257年），全名阿布·卡西姆·阿卜杜勒·拉赫曼·伊本·阿卜杜拉·伊本·阿卜杜勒·哈卡姆·伊本·阿扬·库拉希·米斯里（羅馬化：Abu'l Qāsim ʿAbd ar-Raḥman bin ʿAbdullah bin ʿAbd al-Ḥakam bin Aʿyan al-Qurashī al-Mașrī），是一名埃及穆斯林史家，出生于福斯塔特 。他撰写了《埃及北非西班牙征服史》（Futūḥ mișr wa'l maghrab wa'l andalus）。 这部作品被认为是幸存的最早的阿拉伯伊斯兰历史作品之一。

## 传记
作者的父亲阿卜杜拉和兄弟穆罕默德在他们那个时代 (9世纪早期)是埃及的马立克派伊斯兰教法的权威。在父亲死后, 因为坚持正统教义而遭到哈里发瓦提克的迫害。尽管被早期的圣训学者和史家多次引用，他们的名字很少被提到，因为家族的耻辱. 在哈里发穆塔瓦基勒统治期间， 这位历史学家和他的兄弟因被指控挪用了一笔财产而被监禁，其中一名兄弟甚至在严刑拷打之下死亡。严格的说，哈卡姆是一位圣训学者而不是一个纯粹的史家。 他感兴趣的主要是历史事件，那些他能够用来教授伊斯兰教法的早期穆斯林阿拉伯习俗。 他的来源是早期的圣训学者整理的书籍，现在已经失传了，还有他父亲的口传。